# I sopravvissuti
I sopravvissuti (Survivors) è una serie televisiva britannica del 1975 di ambientazione postapocalittica, basata sullo scenario di un mondo colpito da una pandemia dovuta a un virus altamente letale.

## Trama

### Prima stagione
Il mondo è stato colpito da un'epidemia dovuta a un virus altamente letale sfuggito ad un laboratorio cinese, che ha risparmiato soltanto una persona su 5000 dell'intera popolazione. La sigla di testa riassume in brevissime inquadrature l'antefatto: un organismo patogeno, studiato o creato in un laboratorio cinese, sfugge al controllo e si diffonde globalmente, come simboleggiato dai timbri aeroportuali di varie nazioni.
Abby Grant, Jenny Richards e Greg Preston sono alcuni tra i sopravvissuti all'epidemia. Nel lungo girovagare i tre si conoscono e si uniscono alla ricerca del figlio di Abby, Peter. I tre vengono in contatto con altri sopravvissuti e con le prime comunità che si formano. I tre, incontrate altre persone e adottati gli orfani Lizzie Willoughby e John Millon, decidono a loro volta di formare una loro comunità in un edificio neogotico abbandonato. Alla fine Abby viene a sapere dalla studentessa in medicina Ruth Anderson che il figlio è vivo e parte alla sua ricerca.

### Seconda stagione
In seguito a un incidente che distrugge la dimora della loro comunità, uccidendone molti dei componenti, Jenny e Greg e i superstiti, decidono di partire e unirsi alla comunità di Charles Vaughan e Pet Simpson. Qui Jenny, grazie all'aiuto di Ruth che gira di comunità in comunità per offrire le proprie conoscenze mediche ai sopravvissuti, partorisce il figlio concepito da Greg.
Charles e Greg cercano di costruire una comunità che sappia sostenersi, affrontando e cercando di risolvere i vari problemi legati all'agricoltura e all'allevamento degli animali e accogliendo via via altri superstiti all'epidemia che si vanno unendo alla loro comunità.
Al termine della stagione un pallone aerostatico atterra nei pressi della comunità, ma il pilota, un norvegese, muore nell'atterraggio. È sopravvissuta la figlia Agnes che li informa che in Norvegia sono rimaste attive alcune industrie. Greg decide di partire con lei per rimettere in funzione l'impianto.

### Terza stagione
Greg e Agnes, tornati dalla Norvegia, girano per l'Inghilterra con il fine di mettere in piedi una rete di comunicazioni e di trasporti ferroviari e unire così le comunità. Jenny, Charles e Hubert Goss si mettono alla ricerca di Greg, non riuscendo mai a raggiungerlo.
Anges intanto si è messa a capo di un'organizzazione che ha l'obiettivo di riunire le comunità, creare una sorta di governo e ripristinare il commercio e una primitiva forma di denaro. Charles e Jenny, con l'aiuto di Alec Campbell, ripristinano le centrali idroelettriche scozzesi per la produzione di elettricità.

## Personaggi
- Abby Grant, interpretata da Carolyn Seymour (stagione 1), doppiata in italiano da Marisa Mazzoni (edizione TV) e da Stefania Patruno (edizione home video)
Abby è una madre di famiglia che vive in provincia. Dopo aver perso il marito durante l'epidemia, parte alla ricerca del figlio Peter, che era rimasto nel college. Incontra Jenny e Greg e altri sopravvissuti e forma con loro una comunità. Alla fine della prima stagione viene informata che un ragazzo di nome Peter Grant è sopravvissuto e vive a bordo di una chiatta e parte alla ricerca del figlio. Durante la seconda stagione veniamo a conoscenza da altri sopravvissuti che è passata per Londra alla ricerca del figlio, ma di lei si sono successivamente perse le tracce.
- Greg Preston, interpretato da Ian McCulloch (stagione 1-2-3), doppiato in italiano da Cesare Ferrario (edizione TV) e da Marco Balzarotti (edizione home video)
- Jenny Richards, interpretata da Lucy Fleming (stagione 1-2-3), doppiata in italiano da Rosetta Salata (edizione TV) e da Donatella Fanfani (edizione home video)
- Charles Vaughan, interpretato da Denis Lill (stagione 1-2-3), doppiato in italiano da Carlo Cataneo (edizione TV) e da Alessandro D'Errico (edizione home video)
- Ruth Anderson, interpretata da Annie Irving (stagione 1) e da Celia Gregory (stagione 2), doppiata in italiano da Daniela Fava (edizione home video)
Ruth è una studentessa in medicina che, al momento dell'epidemia, sta volgendo il praticantato. Ammalatasi gravemente, viene lasciata nella comunità di Abby e Greg durante la prima stagione della serie. Una volta guarita diventa un riferimento per le comunità della zona, per le quali svolge l'attività di medico. Si innamora e ha una relazione con Paul, fino alla sua morte.
- Paul Pitman, interpretato da Chris Tranchell (stagione 1)
Paul è un hippy che viveva in una comune durante le prime fasi dell'epidemia. Unitosi alla comunità formata da Abby e Greg, istruendoli sull'agricoltura. Rimane con la comunità anche dopo l'incendio della casa e il trasferimento presso la comunità di Charles, dove imbastisce una relazione con Ruth. Muore dopo essere andato a Birmingham a recuperare le medicine e gli strumenti per operare Jenny, per essersi ammalato di una qualche infezione non identificata.
- Lizzie Willoughby, interpretata da Tanya Ronder (stagione 1-2), doppiata in italiano da Tosawi Piovani (edizione home video), e da Angie Stevens (stagione 3), doppiata in italiano da Giuliana Atepi (edizione home video)
Lizzie è una bambina rimasta orfana a causa dell'epidemia che, incontrati Greg e Jenny, viene da loro adottata.
- John Millon, interpretato da Stephen Dudley (stagione 1-2-3), doppiato in italiano da Patrizia Mottola (edizione home video)
John è un bambino rimasto orfano a causa dell'epidemia che, incontrati Greg e Jenny, viene da loro adottato.
- Tom Price, interpretato da Talfryn Thomas (stagione 1), doppiato in italiano da Enzo Tarascio (edizione TV) e da Riccardo Rovatti (edizione home video)
Tom Price è una sorta di vagabondo subdolo e meschino che incrocia più volte i protagonisti della prima stagione, fino a unirsi a loro nella comune che formano. Ubriaco, finisce per uccidere Wendy, ma viene incolpato al suo posto e giustiziato Barney. Confessato il delitto Greg e Abby preferiscono mantenere il segreto. Tom finirà ucciso in una sparatoria con un nemico della comunità.
- Vic Thatcher, interpretato da Terry Scully (stagione 1) e da Hugh Walters (stagione 1), doppiato in italiano da Gianluca Iacono (edizione home video)
Vic Thatcher costruisce un rifugio con un prefabbricato in una cava assieme ad Anne Tranter, dove ammassa numerose scorte. Un incidente con un trattore lo rende invalido e costretto su una sedia a rotelle. Viene abbandonato da Anne, che lo fa credere morto a Greg, arrivato in soccorso, abbandonandolo nella cava. Viene ritrovato mesi dopo e si unisce alla comunità di Abby e Greg. Morirà nell'incendio che distrugge la casa dove risiede la comunità.
- Emma Cohen, interpretata da Hana Maria Pravda (stagione 1)
Emma è una signora in età avanzata che vive in un cottage assieme a Wendy. Si unirà alla comunità di Abby e Greg divenendone la cuoca e badando ai bambini. Muore nell'incendio che distrugge la casa della comunità
- Wendy, interpretata da Julie Neubert (stagione 1)
Wendy è una giovane ragazza timida e riservata che vive assieme a Emma dalla fine dell'epidemia. Si unirà alla comunità di Abby e Greg finendo uccisa da Tom Price quando, ubriaco, tenta di sedurla, venendo da lei respinto.
- Barney, interpretato da John Hallet (stagione 1)
Barney è un ragazzo ritardato che Abby e Greg trovano come unico abitante nella casa dove insediano la loro comunità. Verrà giustiziato da Greg perché creduto colpevole dell'assassinio di Wendy.
- Pet Simpson, interpretata da Lorna Lewis (stagione 2-3), doppiato in italiano da Marcella Silvestri (edizione home video)
Pete Simpson è la compagna di Charles, che vive con lui nella comunità e si occupa di molte mansioni.
- Hubert Goss, interpretato da John Abineri (stagione 2-3), doppiato in italiano da Maurizio Scattorin (edizione home video)
Hubert è un pastore che custodisce il gregge della comunità di Charles. Ha un carattere scontroso ed egoista e causa numerose guai con le sue lamentele e le sue insinuazioni subdole e malevole.
- Arthur Russell, interpretato da Michael Gover (stagione 1-2), doppiato in italiano da Antonio Paiola (edizione home video)
Arthur è un importante uomo d'affari che sta cercando di raggiungere la sua isola assieme alla segretaria Charmian Wentworth, quando si imbatte nella comunità di Abby e Greg. Dopo le iniziali difficoltà ne diverrà uno dei principali membri, trasferendosi nella comunità di Charles dopo l'incendio che distruggerà la casa dove risiedono.
- Charmian Wentworth, interpretata da Eileen Helsby (stagione 1)
Charmian è la segretaria di Arthur Russel. Una volta unitasi alla comunità di Abby e Greg ne diviene uno dei membri più importanti. Morirà nell'incendio che distruggerà la casa dove la comunità risiede.
- Anne Tranter, interpretata da Myra Frances (stagione 1)
Anne è una ragazza viziata, rifugiatasi assieme a Vic nella cava che ha destinato a rifugio dopo l'epidemia. Lo abbandona quando rimane ferito facendolo credere morto a Greg, che però non la vuole con sé e l'abbandona. Riappare in seguito quando giunge nella comunità assieme al nuovo compagno, ma, saputa la verità, Abby la allontana.
- Agnes Carlsson, interpretata da Sally Osborn (stagione 2) e da Anna Pitt (stagione 3), doppiata in italiano da Alessandra Karpoff
Agnes e il padre sono arrivati in barca dalla Norvegia e hanno visitato tutta l'Inghilterra a bordo di un pallone aerostatico per cercare tecnici in grado di riavviare l'industria in Norvegia, che, grazie a un generatore, produce energia elettrica. Alla fine della seconda stagione riparte con Greg per la Norvegia, per farvi ritorno all'inizio della terza stagione.
- Jimmy Garland, interpretato da Richard Heffer (stagione 1)
Jimmy è un aristocratico britannico, unico superstite della sua ricca famiglia, in guerra con la comunità insediatasi nella sua villa. Alla fine della seconda stagione, morto il capo della comunità, ne diviene egli stesso il leader. Jimmy ha una breve relazione con Abby, che lo aveva salvato durante la sua fuga.
- Jack Wood, interpretato da Gordon Salkilld (stagione 2-3)
- Alan, interpretato da Stephen Tate (stagione 2)
- Melanie, interpretata da Heather Wright (stagione 2)
- Sally, interpretata da June Page (stagione 2)
- Dave, interpretato da Peter Duncan (stagione 2)
- Pete, interpretato da Roger Monk (stagione 2)
- Daniella, interpretata da Gigi Gatti (stagione 2)
Daniella è una donna italiana che si unisce alla comunità di Charles, occupandosi in seguito di cucina e altri compiti.
- Paul Pitman, interpretata da Chris Tranchell (stagione 2)
- Mina, interpretata da Delia Paton (stagione 2)
- Lewis Fearns, interpretato da Roy Herrick (stagione 2)
- Frank Garner, interpretato da Edward Underdown (stagione 3)
- Alec Campbell, interpretato da William Dysart (stagione 3)
- Sam Mead, interpretato da Robert Gillespie (stagione 3)

## Episodi
| Stagione         | Episodi | Prima TV UK | Prima TV Svizzera | Prima TV Italia (Rai 2) |
| ---------------- | ------- | ----------- | ----------------- | ----------------------- |
| Prima stagione   | 13      | 1975        | 1976              | 1979                    |
| Seconda stagione | 13      | 1976        | -                 | 1979                    |
| Terza stagione   | 12      | 1977        | -                 | -                       |

## Produzione
La serie fu creata e prodotta da Terry Nation (già creatore degli alieni Dalek per la serie di fantascienza britannica Doctor Who, e creatore anche della serie Blake's 7) per la BBC ed è costituita da 38 episodi da 50 minuti, divisi in tre stagioni. Nelle intenzioni di Nation c'era l'idea di esplorare che cosa sarebbe accaduto agli esseri umani in caso di un ritorno a un'era preindustriale, priva dei comfort moderni, e quanta umanità sarebbe sopravvissuta in loro, nella necessità di sopravvivere. Quello de I sopravvissuti è infatti un mondo privo di ottimismo e di speranza per il futuro, in cui se qualcosa deve andare storto, andrà certamente così, e in cui l'epidemia non è che l'inizio della fine della civiltà.
Molta della trama della prima stagione è concentrata sul personaggio di Abby Grant, interpretata da Carolyn Seymour, che è la protagonista della serie, e sulla sua ricerca del figlio Peter. L'attrice tuttavia abbandonò la produzione dopo la prima stagione a causa di disaccordi con i produttori sulla direzione che intendevano dare a I sopravvissuti e al personaggio da lei interpretato. Nella stagione successiva, il personaggio di Abby Grant viene infatti solamente nominato, venendo infine data per dispersa.
Altri disaccordi sorsero tra Nation e il produttore Terence Dudley, portando in seguito lo stesso scrittore ad abbandonare il proprio progetto. La seconda e terza stagione presentano infatti una visione contrapposta a quella pessimistica voluta inizialmente da Nation, presentando un mondo i rapida ripresa, probabilmente necessario allo spettacolo ma un po' incongruo, venendo messo in atto da un gruppo disordinato di sopravvissuti che prima dell'epidemia non avevano per lo più alcuna conoscenza pratica.

## Distribuzione
Il primo episodio della prima stagione fu trasmesso nel Regno Unito nel 1975 sul canale BBC1 e, a seguire le successive stagioni nel 1976 e 1977. In Italia furono trasmesse con notevole successo le sole prime due stagioni, nell'estate del 1976 dalla TSI (il canale della Svizzera Italiana, allora captabile in tutta la Penisola) e nell'inverno 1979 dalla Rai. Ciascun episodio era della durata di 90 minuti, condensando, tramite numerosi tagli, più di un episodio originale.

## Home video
Nel 2008 dell'intera serie è stata prodotto un nuovo adattamento per conto della Yamato Video/Dolmen Home video con un nuovo doppiaggio a cura della Raflesia, con dialoghi italiani curati da Ad Libitum (stagioni 1 e 2) e da Vittoria Ponticelli (stagione 3), con la direzione del doppiaggio di Dania Cericola. Questa nuova edizione è stata pubblicata e distribuita in edicola in Italia in DVD a fascicoli settimanali tra febbraio e giugno 2009, rispettandone l'ordine e la durata originali. Le tre stagioni sono state in seguito raccolte in 3 cofanetti dalla Yamato Video.

## Opere derivate
- Nel 1976 Terry Nation ne ha tratto il romanzo I sopravvissuti (Survivors)[4].
- A partire dal giugno 2004 la casa editrice Big Finish Productions ha realizzato la serie di audiolibri Survivors, composta da 14 episodi tratti dalla serie originale e dal romanzo di Terry Nation e interpretati da Carolyn Seymour, Ian McCulloch e Lucy Fleming, attori protagonisti della serie degli anni settanta che hanno ripreso i propri ruoli.[5]
- Nel 2008 la BBC ha realizzato un remake della serie, Survivors. Della nuova versione sono state realizzate due stagioni, dopodiché la serie è stata chiusa a causa dello scarso interesse suscitato.